# Epeus chilapataensis
Epeus chilapataensis là một loài nhện trong họ Salticidae.
Loài này thuộc chi Epeus. Epeus chilapataensis được Biswamoy Biswas & Biswamoy Biswas miêu tả năm 1992.